# سازمین سوزو
سازمین سوزو (به فارسی:  صدای ساز من) کتابی منظوم اثر  بولوت قاراچورلو  (۱۳۰۵-۱۳۵۸)  مشهور به سهند یکی از شاعران آذربایجان است.
سهند در این اثرش کتاب دده قورقود را با ثابت ماندن ماجراها و داستانهایش به نظم کشیده و برای هر داستان یک آغاز و پایان اضافه نموده‌است.
در این اضافات شاعر احساسات ملی تاریخی، اجتماعی و فلسفی خود را به قلم کشیده، با کامل شدن این  داستانها و نوشته‌ها در فکر چاپ و گسترش آن برمی‌آید اما در شرایط سخت آن زمان این فکر را عملی ساختن آسان نبود و هیچ چاپخانه‌ای برای انتشار یک اثر ترکی حاضر نمی‌شد با تلاش زیاد یک چاپ خانه به شرط چاپ و انتقال شبانه آن از چاپ خانه موافقت می‌کند اولین جلد آن با درج نشدن تاریخ چاپ در روی آن به بازار می‌آید.

دوست شاعرش  فرزانه در مقدمه این کتاب چنین می‌نویسد: :
شاعر بزرگ و صاحب سخن این کار را به بهترین نحو به جای خود رسانده‌است با در نظر گرفتن ذوق و احساس خواننده در آن هیجان غم و شادی بدیع آفریده و یک اثر اجتماعی عرضه کرده و باوفادار ماندن به ساختار اصلی و اسلوب و خصوصیات سخن در جای خود استعداد خویش را نشان داده و به دریای بی‌افق ذوق انسان راه یافته‌است شاعر برای زنده کردن احساسات و معنای جا گرفته در داستانها و همچنین روبرو کردن آن‌ها با مسائل اجتماعی و فلسفی در اول و آخر اثر یک مقدمه و خاتمه آورده‌است.

| بو توپراغدا بو دیاردا اسیرلردن اسیرله‌ره السیزلری تالامایام تؤپوردؤیون یالامایان دیللرینه یالان گلمه‌ز حق یولوندان اوز چئویرمز ظولمکارا بونیین ایمه‌ز دالیسینی دوشمن گؤرمه‌ز دیشی اصلان قوچ ایریلر قافلان کیمی یووا سالمیش بو داغلارین یایلاقلارین جیران قاچار اولاقلارین تورپاغلاری قاریشیقدیر بابالارین تورپاغیلای |

در این دفترها آهنگ و موسیقی به کار رفته برای به نظم درآوردن داستانها رنگ و بوی قوم‌گرایی دارد.
در حالی که جلد اول داستانهای «ده ده قورقود» سازمین سوزو آن زمان‌ها نشر و بعداً تجدید چاپ هم شد و حتی در ترکیه و باکو چاپ و منتشر گشت، اما جلد دوم آن یعنی ده ده مین کیتابی تا امروز هم رویی روشنائی ندیده شاعر در جلد دوم شش داستان از داستانهای ده ده قورقود را به نظم کشیده‌است و در پایان و شروع آن‌ها نیز مقدمه و خاتمه‌ای آورده‌است و خصوصاً در پایان اثر در خاتمه آورده شده و سخن‌پردازی خود را به نمایش گذاشته‌است.